# Спасо-Преображенський собор (Прилуки)
Прилуцький Спасо-Преображенський собор — православний (УПЦ МП: Прилуцьке благочиння Ніжинської єпархії) собор у районному центрі Чернігівської області місті Прилуках; історико-архітектурна пам'ятка українського бароко XVIII століття.
Храм розташований у історичному осередді Прилук на розі вулиць Галаганівської та Шевченка.

## Опис
Спасо-Преображенський собор у Прилуках — мурована культова споруда у стилі українського бароко, цегляна, на цегляному ж фундаменті, оштукатурена й побілена.
У плані храм має форму рівнокінцевого хреста.
Між ременами прибудовано криволінійні приміщення.  
Розміру собору — 24 х 25 м, висота до останнього карнизу — 13,5 м. Зовнішні стіни храму — завтовшки 1,9—2,2 м.
Дзвіниця Спасо-Преображенського собору збудована окремо, разом з Миколаївською церквою. Мала 7 дзвонів. 

## З історії храму
Дерев'яна Спаська церква була побудована приблизно у 1653—55 роках (у 1653 і 1654 роках вона мала ще недобудовані бані). Наприкінці XVII — на початку XVIII століття ця церква згоріла. 
На місці попреднього храму у 1710—20 роках коштом прилуцького полковника Гната Галагана спорудили нову муровану п'ятибанну церкву. 
Під час прилуцької пожежі 14 вересня 1781 року, коли згорів дерев'яний собор Різдва Богородиці, Спасо-Преображенська церква, вочевидь, теж постраждала, але не дуже, бо в документі «О сгоревшем в городе Прилуке в бывшей пожар разном строении» вона не згадується.
Після здійснення необхідного ремонту Спасо-Преображенська церква була освячена соборною, якою вона лишалася до 1817 року, коли освятили новозбудований собор Різдва Богородиці.
Спасо-Преображенська церква діяла як парафіяльна. При храмі діяли школа й шпиталь. Наприкінці XIX століття храм обнесли цегляною огорожею, поставили сторожку (дотепер не збереглися). 
За совєтів у 1930 році церкву закрили.
По війні після декількох етапів реставраційних робіт, які розпочалися у 1960-х роках, у 1991 році церква знову була освячена соборною і прийняла перших віруючих. Нині це собор (другий кафедральний) УПЦ МП (Прилуцьке благочиння Ніжинської єпархії).

## Джерело
- Спасо-Преображенський собор // Прилуччина: Енциклопедичний довідник. — Ніжин : Аспект-Поліграф, 2007. — С. 446.